# SEMA3A
Le SEMA3A (ou sémaphorine 3A) est une protéine de la famille des sémaphorines dont le gène est le SEMA3A situé sur le chromosome 7 humain.

## En médecine
La délétion du gène SEMA3A provoque un syndrome de Kallmann avec une transmission autosomique dominante.